# Президентські вибори у США 1856
Президентські вибори в США 1856 року були одними з найбільш напружених. Сформована Республіканська партія різко виступала проти рабства, тоді як демократи представляли республіканців як екстремістів, перемога яких призведе до громадянської війни. Внаслідок виборів демократ з Пенсільванії Джеймс Б'юкенен переміг двох основних конкурентів від республіканців та Американської партії «Нічого-не-знаю» (Know Nothing) і став 15-м президентом США.

## Вибори

### Контекст виборів
Республіканська партія була створена 1854 року у відповідь на відомий білль Канзас-Небраска, прийнятий президентом-демократом Франкліном Пірсом, який надавав новим штатам вибір ставлення до рабства. Республіканці вважали, що цей закон сприяє поширенню рабовласництва на нові території. Демократи ж вважали, що офіційна позиція по відношенню до рабства повинна вирішуватися штатами. Третя велика Американська партія (партія «Нічого-не-знаю») ігнорувала полеміку з приводу рабовласництва та концентрувалася на анти-іммігрантській тематиці. Питання імміграційної політики виникло через значну імміграцію в США з Ірландії та Німеччини та сприяло отриманню партією «Нічого-не знаю» близько чверті голосів.
Президент Франклін Пірс не отримав підтримки демократів на нових виборах, які номінували замість нього Джеймса Б'юкенена. Це відбулося переважно через розкол серед демократів після білля Канзас-Небраска. Після розпаду партії вігів її місце намагалися зайняти молода Республіканська партія та Американська партія «Нічого-не-знаю». Перша висунула Джона Фремонта з Каліфорнії, а друга номінувала екс-президента Мілларда Філлмора. Хоча на виборах республіканець Фремонт отримав в південних штатах лише 600 голосів, аналіз показував, що республіканці могли б перемогти на наступних виборах 1860 року, здобувши додатково перемогу ще у двох штатах, таких як Пенсільванія та Іллінойс.

### Результати
| Кандидат        | Партія                 | Виборці   | Виборці  | Виборники |
| Кандидат        | Партія                 | Кількість | %        | Виборники |
| --------------- | ---------------------- | --------- | -------- | --------- |
| Джеймс Б'юкенен | Демократична партія    | 1.836.072 | 45,3 %   | 174       |
| Джон Фремонт    | Республіканська партія | 1.342.345 | 33,1 %   | 114       |
| Міллард Філлмор | Партія нічого-не-знаю  | 873.053   | 21,6 %   | 8         |
| Всього          | Всього                 | 4.054.647 | 99,9 % * | 296       |

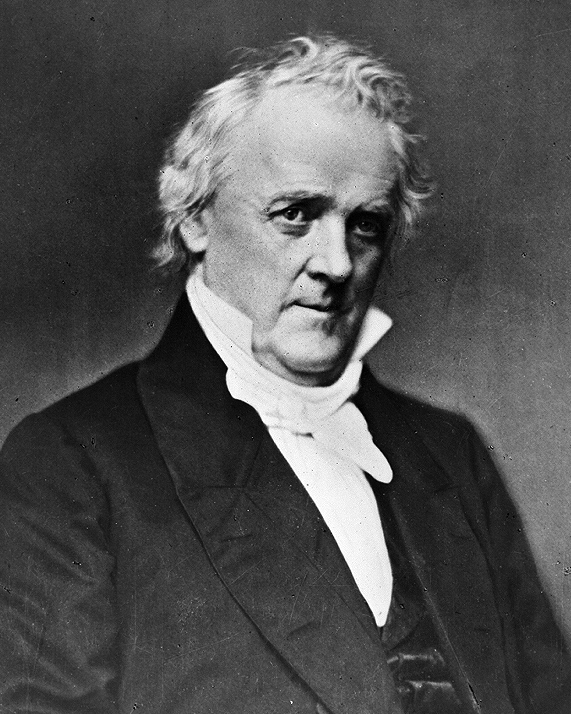
Внаслідок виборів 1856 року Джеймс Б'юкенен став п'ятнадцятим президентом США.

* Решта голосували за інших кандидатів.